# Barbie e l'avventura nell'oceano
Barbie e l'avventura nell'oceano (Barbie in a Mermaid Tale) è un film d'animazione del 2010 diretto da Adam L. Wood ed è il diciassettesimo film di Barbie.
Il film ha ricevuto un sequel nel 2012: Barbie e l'avventura nell'oceano 2.

## Trama
Nella splendida ed assolata Malibù vive la ormai sedicenne campionessa di surf Merliah Summers, per gli amici Liah, soprannominata "La regina delle onde" per la sua abilità sulla tavola. La ragazza un bel giorno scopre di poter respirare sott'acqua grazie all'incontro con un delfino rosa di nome Zuma, e colpita dall'esperienza la racconta sia alle sue due migliori amiche che Brick suo nonno, il quale si vedrà costretto a confessarle che lei è per metà una sirena: l'uomo spiega che il proprio figlio un giorno si innamorò di Calissa, una splendida sirena, regina del mare e del regno sottomarino di Oceana, poi morì in un incidente ignaro che Calissa aspettava già Merliah. La neonata nacque provvista di gambe e Calissa decise di affidarla a Brick per farla crescere tra gli umani.
Inizialmente Merliah non accetterà l'incredibile racconto del nonno, ma ben presto sarà costretta a ricredersi, perché il delfino Zuma tornerà confermando il racconto e chiedendo il suo aiuto per salvare il regno di Oceana minacciato dalla sorella di Calissa, Eris, che governa con il pugno di ferro.
Inizia così per Merliah un'avventura che la porterà fino a Oceana, per salvare Calissa. Merliah successivamente incontra due sirene, Kayla e Xylie e la loro foca Snaut che l'aiuteranno a nascondere le gambe in una coda da sirena finta. Merliah, Zuma, Kayla, Xylie e Snaut quindi si recano dalle tre indovine di Oceana che rivelano a Merliah che per fermare Eris servono tre oggetti: il Pettine Celestiale, il Pesce Sogno e la collana protettiva di Eris. Così Merliah inizia le ricerche del primo oggetto, il Pettine Celestiale scoprendo che si trova nelle grotte di Gliafors.
Alle grotte, Merliah trova il Pettine Celestiale, ma, mentre lei e i suoi amici escono dalle grotte vedono gli Squali Manta di Eris; Merliah comprende che Eris ha scoperto il suo piano, ed ora sta cercando di ucciderla. Merliah decide quindi di affrettarsi a trovare il secondo oggetto, il Pesce Sogno scoprendo che si trova nella corrente Andernato, presso due rocce, una a forma di cavallo e l'altra a forma d'orso.
Una volta alle rocce, Merliah inizia a fare surf sulla corrente trovando i Pesci Sogno e conquistando la fiducia di uno di loro. Ora manca solo il terzo e l'ultimo oggetto: la collana di Eris, che sarà difficile prendere. Merliah ed i compagni quindi fanno ritorno ad Oceana imbattendosi in un'altra festa in onore di Eris. Merliah ha l'idea di inscenare un balletto davanti ad Eris, ed in ciò lei riesce prendere la collana alla  regina, ma sopraggiungono degli squali manta che riescono a strapparle la coda finta, il che fa capire ad Eris vedendo le gambe che Merliah è figlia di Carissa. Per sbarazzarsi della nipote; Eris crea un vortice in cui la intrappola, Merliah credendosi vicina alla morte chiama il Pesce Sogno che le rivela che può esaudire un suo desiderio: tornare a casa e eliminare la sua metà di sirena.
Ma Merliah pensando alla sorte di Oceana, rifiuta la proposta del pesce e decide di salvare il suo popolo dal giogo di Eris: questa intenzione premia Merliah trasformando le sue gambe in una bellissima coda da sirena. Grazie alla sua vera coda Merliah riesce in questo modo ad uscire dal vortice. Merliah svela così a tutta Oceana che Calissa è viva mostrando un ologramma uscito dalla collana di Eris; dimostra anche che era Calissa a tessere la forza vitale presente nel mare, anche se tutti fino a quel momento pensavano che tale fonte avesse origine da Eris. Merliah chiede a Eris di liberare la sorella, così da poter regnare insieme tutte e tre, ma la despota, furibonda, si scaglia contro la nipote. Merliah usando l'astuzia riesce a far cadere Eris nel vortice da lei stessa creato che la spinge nella fossa più profonda di tutto l'oceano.
Così Meliah riesce a salvare Oceana, a trovare sua madre e a riconsegnarle il regno, ma durante la festa in onore di Merliah quest'ultima ripensa a suo nonno e alle sue due amiche umane Fanny e Hadley e al pensiero di non poterli più rivedere. Calissa dà alla figlia una collana magica in grado di trasformare la ragazza da umana a sirena e viceversa ogni volta che lei lo avrebbe voluto, Merliah ringrazia e saluta la madre. Quando arriva sulla spiaggia chiede alla collana di essere umana e così diventò di nuovo un Umana da quel giorno Merliah può vivere la sua solita vita da umana, ma anche vivere la sua nuova vita da sirena, all'insaputa di tutti tranne suo nonno, Fanny e Hadley.

## Doppiaggio
| Personaggio    | Doppiatore originale | Doppiatore italiano  |
| -------------- | -------------------- | -------------------- |
| Merliah/Barbie | Kelly Sheridan       | Emanuela Pacotto     |
| Eris           | Kathleen Barr        | Cinzia Massironi     |
| Snouts         | Kathleen Barr        |                      |
| Zuma           | Tabitha St. Germain  | Giovanna Papandrea   |
| Deanne         | Tabitha St. Germain  |                      |
| Calissa        | Nicole Oliver        | Elda Olivieri        |
| Fallon/Fanny   | Nakia Burrise        | Alessandra Karpoff   |
| Hadley         | Maryke Hendrikse     | Sabrina Bonfitto     |
| Kayla          | Emma Pierson         | Jenny De Cesarei     |
| Xylie          | Ciara Janson         | Loretta Di Pisa      |
| Break          | Garry Chalk          | Alessandro D'Errico  |
| Pesce palla    |                      | Alessandro Zurla     |
| Dee            | Andrea Libman        | Gabriella Di Croce   |
| Remo           | Alistair Abell       |                      |
| Pufferazzi     | Alistair Abell       |                      |
| Annunciatore   | Peter Mel            |                      |
| Pesce sogno    | Alex Ferris          | Massimo Di Benedetto |
| Pesce rossetto | Ellen Kennedy        |                      |
| Syrenka        | Ellen Kennedy        |                      |
| Deandra        | Shannon Chan-Kent    |                      |